# Mikhaïl Grabbe

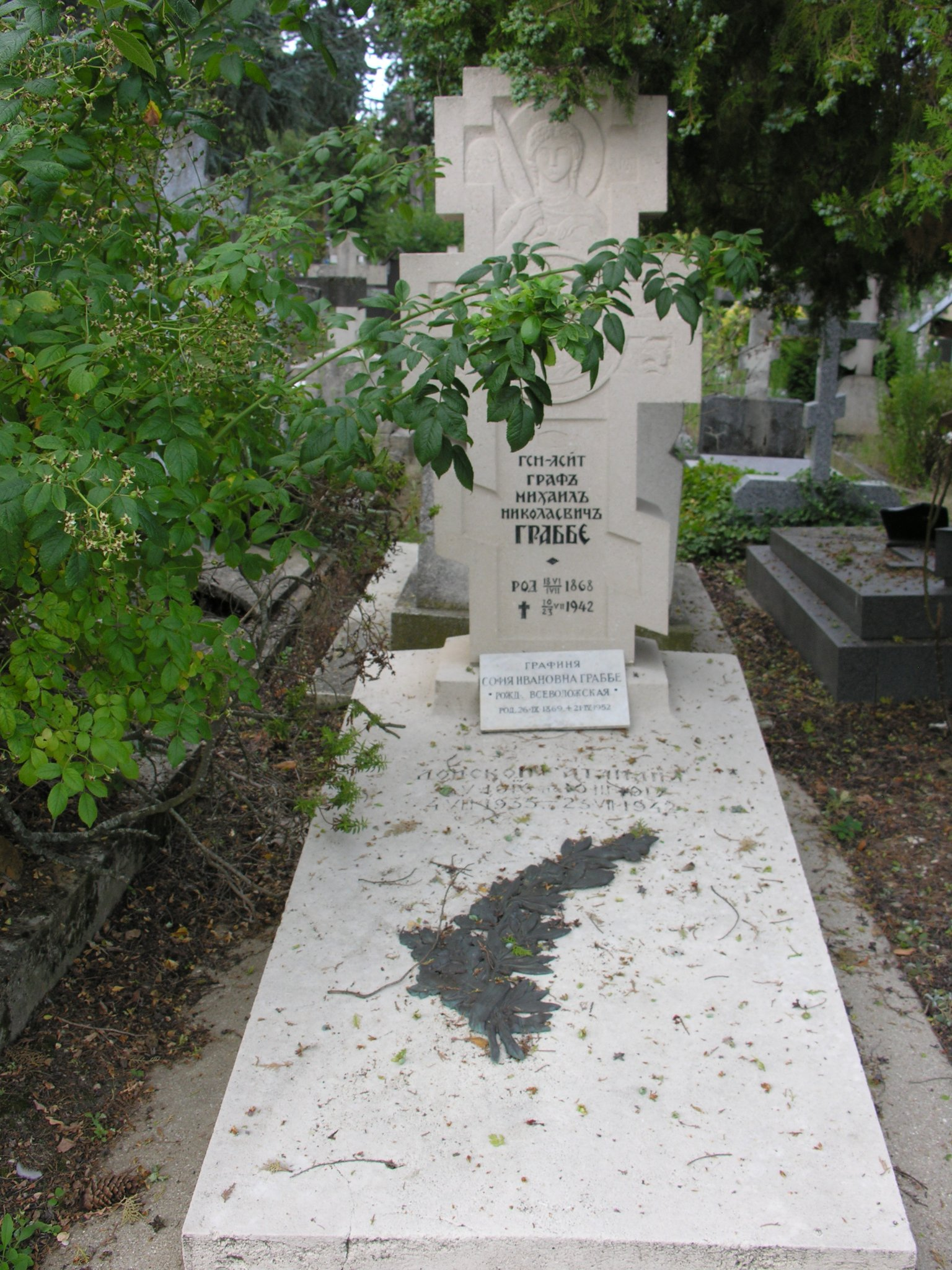
Vue de la sépulture au cimetière russe de Sainte-Geneviève-des-Bois.

Le comte Mikhaïl Nikolaïevitch Grabbe (en russe : Михаи́л Никола́евич Гра́ббе ; né  Saint-Pétersbourg le 1er juillet 1868 et décédé à Courbevoie le 23 juillet 1942) est un général de l’armée impériale russe, ataman du Don et héros de la Première Guerre mondiale.

## Biographie
Issu de la noblesse orthodoxe des cosaques du Don, Mikhaïl Nikolaïevitch est le fils de Nikolaï Pavlovitch Grabbe et le frère d’Alexandre Nikolaïevitch et Pavel Nikolaïevitch.
Il suit ses études dans le corps des Pages dont il sort en 1890 et est affecté comme enseigne (khorounji) au régiment de cosaques de la Garde impériale. Colonel en 1906 il est nommé général-major en 1912 et affecté à la suite de sa majesté impériale. Il est promu lieutenant-général en 1916.
Pendant la Première Guerre mondiale il commande la 3e brigade de la 1re division de cavalerie de la garde (en 1915), puis la 4e division de cosaques du Don (1915-1917). Il reçoit en 1915 l’Ordre de Saint-Georges de IVe classe pour distinction lors de la campagne de 1914. En mai 1916 il est nommé ataman du Don.
Il fut arrêté après la révolution de février puis versé dans la réserve en mars 1917. En mai il quitte l’armée et après la révolution d’octobre émigre en Yougoslavie.

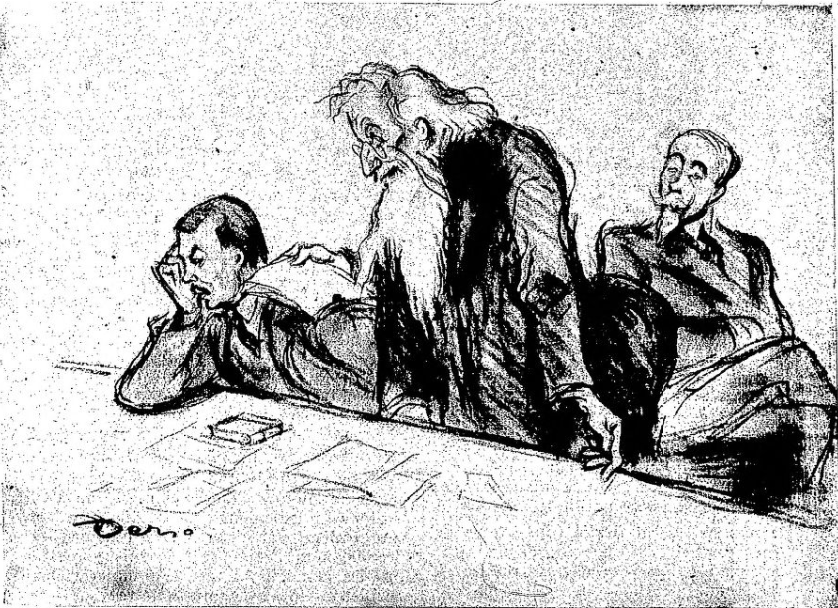
Au congrès des émigrés russes, Paris, 1926, de gauche à droite, Lev Ouroussov, Pierre Struve et Mikhaïl Grabbe

Il participe à la conférence monarchiste de Reichenhall de 1921 ainsi qu’à d’autres réunions monarchistes. Le 4 juin, le congrès vote la création du Conseil Suprême de la Monarchie (ru). Markov est élu président, Alexandre Maslennikov et le Duc Alexis Shirinsky-Shikhmatov, vice-président, puis ils ont coopté Alexandre Kroupensky comme vice-président, avec Wladimir Wolkonsky et Grabbe comme adjoints, le baron Boris Koppen et le comte Pyotr Vasilievich Gendrikov. En 1925 il se fixe à Paris. Il participe au Congrès de l'émigration russe ou Congrès mondial russe, qui a eu lieu à Paris à l'Hôtel Majestic du 4 avril au 11 avril 1926, organisé à l'initiative de Pierre Struve.
En 1934 Grabbe est élu président de l’union des cavaliers de Saint-Georges et, en 1935, il succède à Afrikan Bogaïevski comme ataman du Don en exil.
Il meurt en 1942 à Courbevoie.